# 小行星8262
小行星8262（8262 Carcich）是一颗绕太阳运转的小行星，为主小行星带小行星。该小行星于1985年9月14日发现。

## 轨道参数
小行星8262的轨道半长轴为2.4197591 UA，离心率为0.209。